# Communes du canton d'Obwald

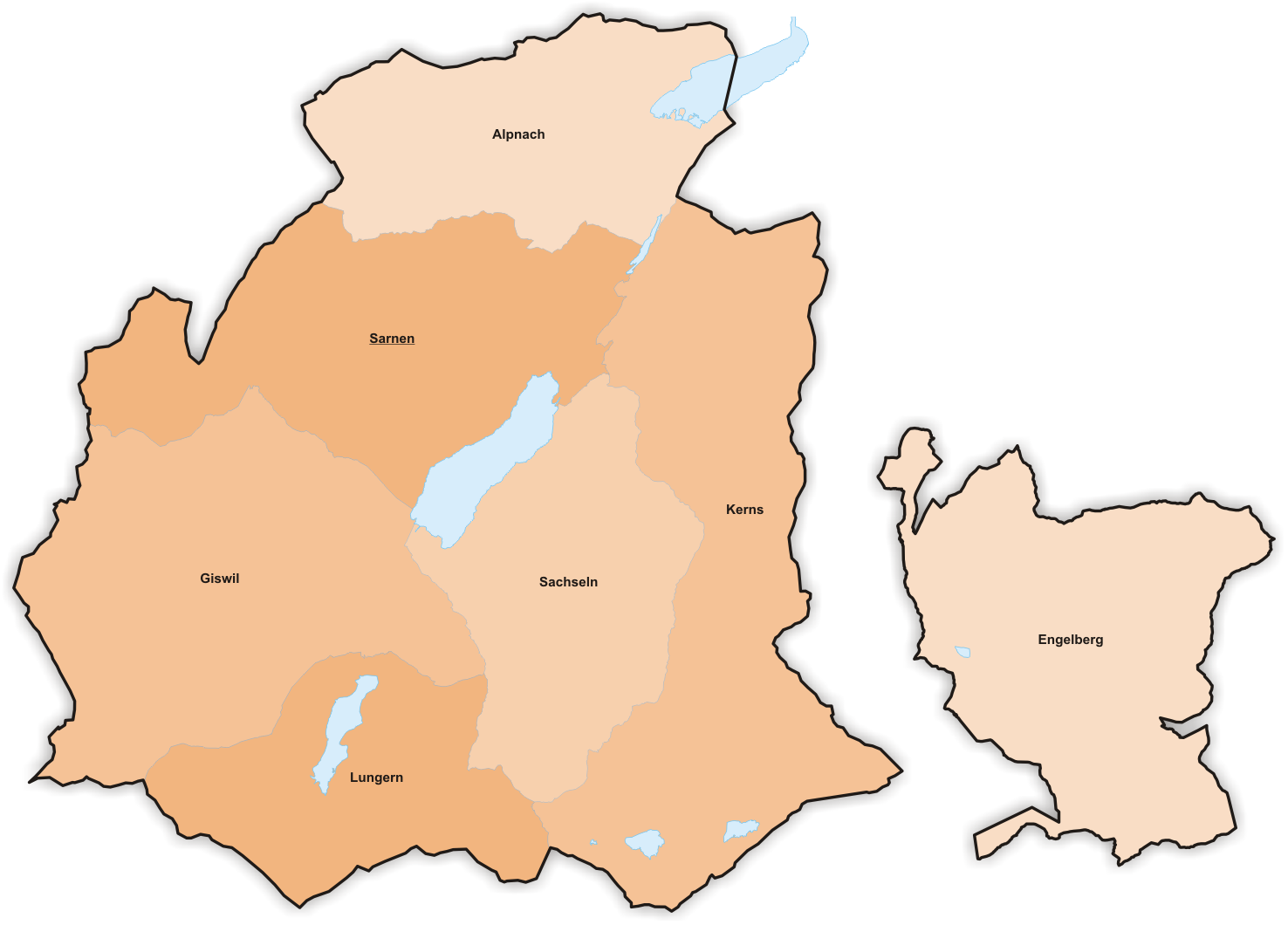
Carte du canton d'Obwald présentant sa division en communes en 2011.

Cet article présente une liste des communes du canton d'Obwald.

## Liste
En 2008, le canton d'Obwald compte 7 communes ; contrairement à d'autres cantons, ces communes ne font partie d'aucun district. Le canton s'étend également sur le lac de Sarnen et partiellement sur celui des Quatre-Cantons, sans que ces deux zones ne fassent partie d'aucune commune ; La superficie cantonale incluant ces parts de lacs, ceux-ci sont compris dans la liste ci-dessous.
La commune d'Engelberg n'est pas contiguë aux six autres : il s'agit d'une exclave, à quelques kilomètres à l'est, séparée par les cantons de Nidwald et Berne.
| Nom                              | N° OFS | Population (décembre 2022) | Superficie (km2) | Densité (hab./km2) |
| -------------------------------- | ------ | -------------------------- | ---------------- | ------------------ |
| Alpnach                          | 1401   | +06 222,                   | +053,76          | 116                |
| Engelberg                        | 1402   | +04 297,                   | +074,85          | 57                 |
| Giswil                           | 1403   | +03 806,                   | +085,96          | 44                 |
| Kerns                            | 1404   | +06 424,                   | +092,59          | 69                 |
| Lungern                          | 1405   | +02 086,                   | +046,51          | 45                 |
| Sachseln                         | 1406   | +05 211,                   | +053,91          | 97                 |
| Sarnen                           | 1407   | +10 654,                   | +073,11          | 146                |
| Partie du lac des Quatre-Cantons | 9183   | +00 0000,                  | +0002,54         | 0                  |
| Lac de Sarnen                    | 9239   | +00 0000,                  | +0007,36         | 0                  |
| Total                            | Total  | +038 700,                  | +0490,59         | 79                 |